# Линия Фултон-стрит, Ай-эн-ди
IND Fulton Street Line — одна из многочисленных линий Нью-Йоркского метро. Линия начинается на Джей-стрит — Метротек около Ист-ривер в Бруклине и заканчивается на Озон-парк — Леффертс-бульвар в Куинсе, следуя в основном через центральный Бруклин. От линии в восточной её части ответвляется Линия Рокавей, Ай-эн-ди. На большей своей части линия четырёхпутная, обслуживается экспрессами и локальными поездами. Подземная часть линии располагается в Бруклине, эстакадная — в Куинсе. Имеются также трёх- и двухпутные участки. Двухпутный участок очень короткий — от Юклид-авеню до выхода линии на поверхность (в её составе лишь одна станция — Грант-авеню). Трёхпутный участок — вся эстакадная часть линии, причем средний экспресс-путь для движения поездов не используется.
Линия обслуживается маршрутами: A (круглосуточно), C (круглосуточно, кроме ночи), S (челнок Рокавей-парка, в выходные летом) и S (челнок Леффертс-бульвара, ночью).
Линия названа по улице, вдоль которой следует её бо́льшая подземная часть (Fulton Street) — от Хойт-стрит — Скермерхорн-стрит до Бродвей-Джанкшен. Оставшаяся подземная часть (4 станции) следует под Pitkin Avenue. Западный конец линии, расположенный на Джей-стрит — Метротек, приближается к IND Culver Line, после чего имеет несколько съездов. Позже (ещё западнее) обе линии переходят в другие: IND Fulton Street Line — в IND Eighth Avenue Line, а IND Culver Line — в IND Sixth Avenue Line. Переключение маршрутов между линиями здесь не происходит: A и C следуют в Манхэттен по IND Eighth Avenue Line.
Ещё одна примечательная станция — Хойт-стрит — Скермерхорн-стрит. На этой станции существует кросплатформенная пересадка на поезда другой линии дивизиона IND — IND Crosstown Line. Между линиями существуют съезды, но, опять же, не используются для переключения маршрутов. В этом месте локальные пути отходят от линии и ведут в Транспортный музей Нью-Йорка (пути не используются для движения поездов), поэтому до Джей-стрит — Метротек следуют только два (экспресс) пути.
Депо, обслуживающее поезда линии, — Pitkin Avenue Yard — находится вблизи станции Юклид-авеню. На этой станции есть пути, которые планировалось запустить в эксплуатацию вместе с другим подземным участком, однако проект так и не был реализован — все четыре пути заканчиваются тупиками. Для соединения линии с эстакадной был построен двухпутный перегон, который и используют сейчас поезда A.

## Список станций
| Эссекс-стрит (1908) |
|                     |
|                     |

|  |  |  |
|  |  |  |
|  |  |  |

|  |  |  |
|  |  |  |
|  |  |  |

| Сатфин-бульвар — Арчер-авеню — Аэропорт имени Джона Кеннеди (1988) |
|                                                                    |
|                                                                    |

| Джамейка-Сентер — Парсонс — Арчер (1988) |
|                                          |
|                                          |

| Марси-авеню (1888) |
|                    |
|                    |

| Хьюс-стрит (1888) |
|                   |
|                   |

| Лоример-стрит (1888) |
|                      |
|                      |

| Флашинг-авеню (1888) |
|                      |
|                      |

| Мертл-авеню (1888) |
|                    |
|                    |

|  |
|  |
|  |
|  |
|  |

| Кларк-стрит — Тиллари-стрит (1888—1940) |
|                                         |
|                                         |
|                                         |
|                                         |
|                                         |

| Корт-стрит — Мертл-авеню (1888—1940) |
|                                      |
|                                      |
|                                      |
|                                      |
|                                      |

| Декалб-авеню (1915) |  |
|                     |  |

| Атлантик-авеню — Барклайс-центр (1920) |
|                                        |
|                                        |

| Атлантик-авеню — Барклайс-центр (1915) |  |
|                                        |  |

| Франклин-авеню (1896) |  |
|                       |  |

| Седьмая авеню (1920) |  |
|                      |  |

| Бруклин-авеню — Томпкинс-авеню (1888—1940) |
|                                            |
|                                            |
|                                            |
|                                            |
|                                            |

| Олбани-авеню — Самнер-авеню (1888—1940) |
|                                         |
|                                         |
|                                         |
|                                         |
|                                         |

| Атлантик-авеню (1889) |  |
|                       |  |

| 36-я улица (1915) |  |
|                   |  |

| Проспект-парк (1878) |  |  |
|                      |  |  |

| Девятая авеню (1916) |  |
|                      |  |

| Черч-авеню (1933) |  |
|                   |  |

|  |  |
|  |  |

|  |  |
|  |  |
|  |  |
|  |  |
|  |  |
|  |  |

Проходящие по линии маршруты в зависимости от дня недели и времени суток
| Хойт-стрит — Скермерхорн-стрит — Шеперд-авеню | День + вечер + выходные | Ночь |
| --------------------------------------------- | ----------------------- | ---- |
| Экспресс-пути                                 | A                       | —    |
| Локальные пути                                | C                       | A    |

| Грант-авеню — 88-я улица | День + вечер + выходные | Ночь                             |
| ------------------------ | ----------------------- | -------------------------------- |
| Локальные пути           | A                       | A · S (челнок Леффертс-бульвара) |

| 104-я улица — Озон-парк — Леффертс-бульвар | День + вечер + выходные | Ночь                         |
| ------------------------------------------ | ----------------------- | ---------------------------- |
| Экспресс-пути                              | —                       | —                            |
| Локальные пути                             | A                       | S (челнок Леффертс-бульвара) |

| Условные обозначения |
| для дней и часов работы маршрутов (более точно указано во всплывающих подсказках при этих обозначениях): |
| --- |
| круглосуточно круглосуточно, кроме ночи круглосуточно, кроме будней днём (либо часов пик) в пиковом направлении в будни днём (и, возможно, вечером) в будни круглосуточно в часы пик в будни днём (либо в часы пик) в пиковом направлении в будни днём (либо в часы пик) в направлении, обратном пиковому в выходные ночью ночью и в выходные (и, возможно, вечером) нет движения поездов |

| Станция                    | Доступ для людей с ограниченными возможностями | Тип (по данным MTA) | Пути у платформ | Дата открытия | Дата закрытия | Пересадки |
| -------------------------- | ---------------------------------------------- | ------------------- | --------------- | ------------- | ------------- | --------- |
| Тупик в Транспортном музее |                                                |                     |                 |               |               |           |
| Корт-стрит                 |                                                | подземная           | все             | 9 апреля 1936 | 1946          |           |

| A — круглосуточно · A — круглосуточно · C — круглосуточно, кроме ночи · C — круглосуточно, кроме ночи |
| \| \| \| \| \| \|                                                                                     |
| |
| |
| |

|  |
|  |
|  |

| F — круглосуточно · F — круглосуточно · <F> — в часы пик в пиковом направлении · <F> — в часы пик в пиковом направлении                                               | на той же станции     |
| N — ночью · N — ночью · R — круглосуточно · R — круглосуточно · W — часть рейсов в часы пик в пиковом направлении · W — часть рейсов в часы пик в пиковом направлении | Джей-стрит — Метротек |

| A — круглосуточно · A — круглосуточно · C — круглосуточно, кроме ночи · C — круглосуточно, кроме ночи |
| \| \| \| \| \| \|                                                                                     |
| |
| |
| |

|  |
|  |
|  |

| F — круглосуточно · F — круглосуточно · <F> — в часы пик в пиковом направлении · <F> — в часы пик в пиковом направлении                                               | на той же станции     |
| N — ночью · N — ночью · R — круглосуточно · R — круглосуточно · W — часть рейсов в часы пик в пиковом направлении · W — часть рейсов в часы пик в пиковом направлении | Джей-стрит — Метротек |

|  |

|  |  |

|  |

|  |  |

| G — круглосуточно · G — круглосуточно |

| S (челнок Франклин-авеню) — круглосуточно · S (челнок Франклин-авеню) — круглосуточно | Франклин-авеню |

| J — круглосуточно · J — круглосуточно · Z — в часы пик в пиковом направлении · Z — в часы пик в пиковом направлении | Бродвей-Джанкшен |
| L — круглосуточно · L — круглосуточно                                                                               | Бродвей-Джанкшен |

|  |  |
|  |  |
|  |  |

|  |  |
|  |  |
|  |  |

| |  |  |
| A — круглосуточно · A — круглосуточно · S (челнок Рокавей-парка) — в выходные летом · S (челнок Рокавей-парка) — в выходные летом |  |  |
| |  |  |

| G — круглосуточно · G — круглосуточно |

| S (челнок Франклин-авеню) — круглосуточно · S (челнок Франклин-авеню) — круглосуточно | Франклин-авеню |

| J — круглосуточно · J — круглосуточно · Z — в часы пик в пиковом направлении · Z — в часы пик в пиковом направлении | Бродвей-Джанкшен |
| L — круглосуточно · L — круглосуточно                                                                               | Бродвей-Джанкшен |

|  |  |
|  |  |
|  |  |

|  |  |
|  |  |
|  |  |

| |  |  |
| A — круглосуточно · A — круглосуточно · S (челнок Рокавей-парка) — в выходные летом · S (челнок Рокавей-парка) — в выходные летом |  |  |
| |  |  |